# TNA iMPACT!: Cross the Line
TNA iMPACT!: Cross the Line è un videogioco sul wrestling professionistico uscito nel 2010 su PlayStation Portable e Nintendo DS, pubblicato da SouthPeak Games.

## Versione PlayStation Portable

### Modalità di gioco
Questa versione dispone molti tipi di match originali della TNA tra questi ci sono: Uno-contro-Uno, Tag Team, Free for all, Ultimate X, Ultimate X free for all, Sottomissione, Falls count anywhere, Falls count anywhere tag ed Handicap. Dispone anche di nuovi tipi match come: Full Metal Mayhem, Gauntlet e Super X Cup.

### Roster
Il roster della versione PSP è quasi identico a quello di TNA iMPACT! uscito su PS2, PS3, Xbox 360 e Wii, eccetto per la rimozione di Christian Cage, Senshi e Christopher Daniels (che compare nella modalità "Storia" ma non è selezionabile come lottatore), la PSP ha inserito nel roster anche Mick Foley, Consequences Creed e una varietà di lottatori inventati per la modalità "Storia". Tuttavia anche se Petey Williams, Mike Tenay e Curry Man erano tutti contenuti scaricabili nel primo TNA ora nella versione PSP sono disponibili solo Petey Williams e Mike Tenay, Curry Man non è disponibile in questa versione probabilmente perché è interpretato da Christopher Daniels e in quel periodo lui aveva lasciato la società ed infatti nemmeno lui è presente nel gioco. Tuttavia nella versione Nintendo DS Curry Man è disponibile nel roster.

### Arene
La versione PSP ha inoltre mantenuto le vecchie arene come Orlando, Armory, Freedom Center, Giappone, Messico, Inghilterra e Vegas ed ha inserito nuove arene come Canada, San Diego, Factory, e Houston.

## Versione Nintendo DS

### Modalità di gioco
Questa versione possiede una nuova modalità "Carriera" che comprende due distinti percorsi da intraprendere, essi sono Bound for Glory e Victory Road. In Bound for Glory, il giocatore sceglie il suo lottatore preferito con il quale dovrà arrivare ai vertici della TNA attraverso la storia, unica per ogni lottatore, In Victory Road, invece, si dovrà conquistare la cintura, creare una stable e conquistare anche l'Ultimate X. Sono presenti anche nuovi tipi di match come: Six Sides of Steel, Cage Match, Four Corners Match e molti altri nuovi tipi di match. Anche qui sono presenti i match classici come: Uno-contro-Uno, Tag Team e Ultimate X.

### Roster
La versione DS è stata costruita da zero ed è caratterizzata da un roster molto più piccolo ma sono presenti, oltre agli altri lottatori, Hulk Hogan, Consequences Creed, Mick Foley e Curry Man.

### Arene
La versione DS ha mantenuto le stesse arene di TNA iMPACT! presenti anche nella versione PSP.